# Cantó de Fougères-Nord
El cantó de Fougères-Nord (bretó Kanton Felger-Norzh) és una divisió administrativa francesa situat al departament d'Ille i Vilaine a la regió de Bretanya.

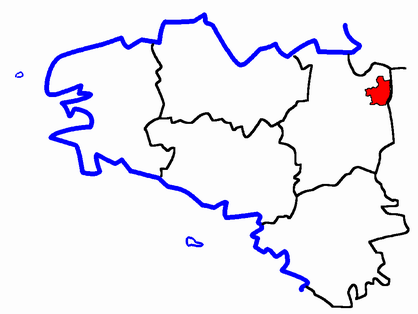
Situació del cantó

## Composició
El cantó aplega 10 comunes :
| Nom francès        | Nom bretó          | Població | km²    | Codi Postal | Codi INSEE |
| Beaucé             | Belzeg             | 1.056    | 8,17   | 35133       | 35021      |
| Fleurigné          | Flurinieg          | 896      | 18,17  | 35133       | 35112      |
| Fougères (part)    | Felger             | 13.992   | ?      | 35300       | 35115      |
| La Chapelle-Janson | Chapel-Yent        | 1.156    | 26,96  | 35133       | 35062      |
| La Selle-en-Luitré | Kell-Loezherieg    | 425      | 7,32   | 35133       | 35324      |
| Laignelet          | Kernoanig          | 789      | 14,83  | 35133       | 35138      |
| Landéan            | Landean            | 1.166    | 27,.31 | 35133       | 35142      |
| Le Loroux          | Lavreer-an-Dezerzh | 520      | 11,56  | 35133       | 35157      |
| Luitré             | Loezherieg         | 1.186    | 29,15  | 35133       | 35163      |
| Parigné            | Parinieg           | 1.133    | 20,72  | 35133       | 35215      |
| Cantó              | Felger-Norzh       | 22.319   | 164,19 | -           | 3512       |

## Evolució demogràfica (sense Fougères)
| 1962  | 1968  | 1975  | 1982  | 1990  | 1999  |
| ----- | ----- | ----- | ----- | ----- | ----- |
| 6.965 | 6.675 | 6.680 | 7.797 | 8.292 | 8.327 |

## Història
| Data d'elecció                           | Identitat              | Partit        | Qualitat |
| ---------------------------------------- | ---------------------- | ------------- | -------- |
| 19....-1994                              | Marie-Thérèse Boisseau | UDF           |          |
| 1994-                                    | Louis Feuvrier         | Divers gauche |          |
| les dades anteriors no són pas conegudes |                        |               |          |
|                                          |                        |               |          |